# Wijken en buurten in Renswoude
De Nederlandse gemeente Renswoude is voor statistische doeleinden onderverdeeld in wijken en buurten. De gemeente is verdeeld in de volgende statistische wijken:
- Wijk 00 (CBS-wijkcode:033900)

Een statistische wijk kan bestaan uit meerdere buurten. Onderstaande tabel geeft de buurtindeling met kentallen volgens het Centraal Bureau voor de Statistiek (2008):
| CBS-buurtcode | Buurtnaam         | Inwonertal | Opp. totaal (ha) | Opp. land (ha) | Ligging                |
| ------------- | ----------------- | ---------- | ---------------- | -------------- | ---------------------- |
| BU03390000    | Renswoude         | 3550       | 114              | 113            | Locatie in de gemeente |
| BU03390009    | Verspreide huizen | 930        | 1738             | 1730           | Locatie in de gemeente |